# 波皮盖陨石坑

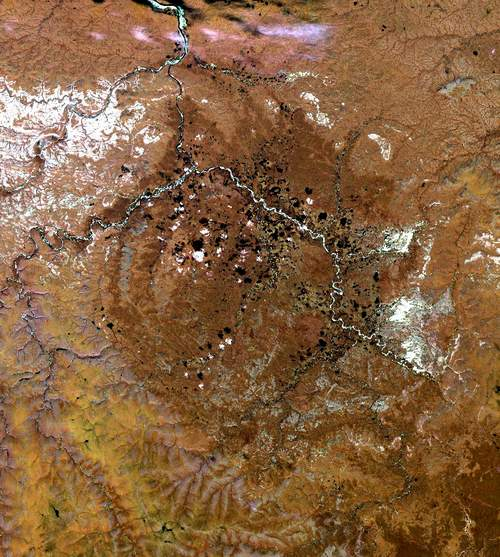
波皮盖陨石坑，美国国家航空航天局摄

波皮盖陨石坑（俄语：Кра́тер Попига́й）是一个位于俄罗斯西伯利亚克拉斯诺亚尔斯克边疆区北部的陨石坑。由一个大型陨石撞击地球而形成直径约100公里的坑洞，与加拿大的曼尼古根陨石坑并列为已知的世界第七大陨石坑。形成于距今约3500万年前的晚始新世普里阿邦阶。作为一处特殊的地理遗产，被联合国教科文组织指定为地质公园。
波皮盖陨石坑位于克拉斯诺亚尔斯克边疆区所属泰梅尔自治区的北极地区，由距其最近的村落哈坦加乘直升机约一个半小时可到达。波皮盖陨石坑是目前发现的同类构造的陨石坑中最完好的一个。其他的三个同类陨石坑，希克苏鲁伯、索德柏立、弗里德堡等陨石坑虽然直径更大，但不是被湮没，就是变形，或者严重腐蚀。

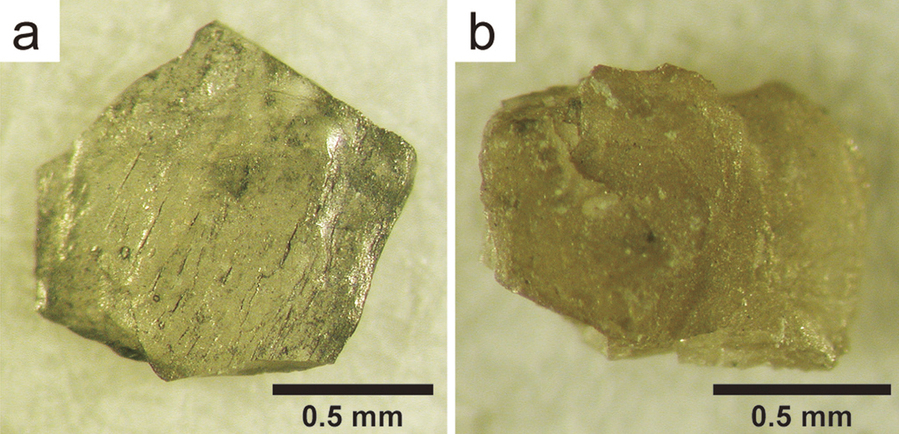
来自波皮盖陨石坑 的钻石样品：(a) 是纯钻石，而 (b) 是含有一些藍絲黛爾石杂质的钻石。

## 钻石矿
该陨石坑蕴含丰富的钻石矿资源，此类钻石被称为“衝擊鑽石”，被认为是陨石高速撞击地壳的石墨矿床时产生的。多数这类钻石含有结晶状的蓝丝黛尔石，即一种具有六方晶格的碳的同素异形体。这类钻石的平均硬度比普通钻石高58%，个体更大，更适合于工业和科学应用。
苏联科学家宣称他们早在1970年代就发现了波皮盖陨石坑的钻石矿，但为避免钻石贸易利润受到影响一直秘而不宣。2012年9月，俄罗斯宣称波皮盖陨石坑的钻石储量达数万亿克拉（数十万吨），是现世界储量总和的10倍，足以供应全世界钻石市场3000年的需求。